# Censo paraguayo de 1846
El Censo paraguayo de 1846, fue realizado por el obispo Basilio López, hermano del presidente en curso Carlos Antonio López. Los datos de este censo fueron presentados a través de los estudios de Anneliese Kluger en 1976, que dan como resultado 233.394 habitantes. Sin embargo, un estudio aparte de John Hoyt Williams ajusta esta cifra en 238.862 personas. La principal razón que existan discrepancias sobre una cifra real es porque las documentaciones de este censo se hallaban divididas en legajos, lo cual difucultó la obtención de datos precisos acerca de este censo.